# Ljutići (Chorwacja)
Ljutići – wieś w Chorwacji, w żupanii primorsko-gorskiej, w gminie Malinska-Dubašnica. W 2011 roku liczyła 9 mieszkańców.